# Lucien-Albert Picard-Claudel
Lucien-Albert Picard-Claudel, francoski general, * 1881, † 1956.